# Rana okaloosae
Lithobates okaloosae (синоним — Rana okaloosae) (лат.) — редкий вид земноводных семейства настоящих лягушек, обитающий только в Западной Флориде.

## Внешний вид
Длина тела составляет от 3,4 до 4,9 см, самки в среднем на несколько миллиметров больше чем самцы. Лягушки не имеют пятен на спине и в отличие от других представителей рода Настоящие лягушки (род) перепонки между пальцами ног значительно редуцированы. Окраска тела светло-зелёного цвета. У самцов жёлтое горло и чёрный низ брюха. Головастики — коричневые с тёмными пятнами на хвосте и светлыми пятнами на брюшной поверхности.

## Ареал
Лягушка обитает на территории общей площадью менее 20 км². Она встречается в мелководных прудах и ручьях вдоль притоков Ист Бэй, Шол Ривер и Йелоу Ривер в округах Санта-Роза, Окалуса и Уолтон в штате Флорида. Примерно 90 % ареала лежит в пределах Авиабазы Эглин, таким образом, главная угроза для этого вида исходит от деятельности человека, нарушающего естественную среду обитания.

## Экология и поведение
Этот вид был неизвестен науке до 1980-х годов. Относительно мало известно о биологии размножения и развитии. Самки откладывают несколько сотен яиц за один раз на поверхность мелкой, не застоявшейся, кислой (pH 4,1-5,5) воды в течение весны и лета. Головастики вырастают до стадии взрослой особи к следующей весне.